# Velké Němčice
Velké Němčice är en köping i Tjeckien.   Den ligger i regionen Södra Mähren, i den sydöstra delen av landet, 200 km sydost om huvudstaden Prag. Velké Němčice ligger 183 meter över havet och antalet invånare är 1 654.
Terrängen runt Velké Němčice är platt.Runt Velké Němčice är det ganska tätbefolkat, med 111 invånare per kvadratkilometer. Närmaste större samhälle är Hustopeče, 7,4 km sydost om Velké Němčice. Trakten runt Velké Němčice består till största delen av jordbruksmark.